# Susan Hiller
Susan Hiller, född 7 mars 1940 i Tallahassee, Florida, död 28 januari 2019 i London i Storbritannien, var en amerikansk konstnär och antropolog som senare levde och verkade i Storbritannien. Hennes verk omfattar installationer, rörlig bild, fotografi, performance och text. 
Hon utbildade sig inom antropologi vid Tulane University i New Orleans och slutförde sin filosofie doktorsgrad (Ph.D) 1965. Det var ungefär samtidigt som hon påbörjade sitt konstnärskap.
1973 flyttade hon till London där hon blev mycket uppmärksammad för sina installationsbaserade verk som exempelvis Dedicated to the Unknown Artists (1972-1976).
1996 presenterades en retrospektiv med hennes verk vid Tate Liverpool och hon förärades priset Guggenheim Fellowship 1998. 2000 representerade hon Storbritannien i den 7:e upplagan av Havannabiennalen och 2009 visar hon verket The Last Silent Movie från 2007 på Göteborgs Internationella Konstbiennal. Hon finns representerad vid bland annat Tate.